# KwaNgema
KwaNgema is een plaats in de Zuid-Afrikaanse provincie Mpumalanga.
KwaNgema telt ongeveer 30.000 inwoners.